# Office Excellence
Office Excellence ist ein Management-Konzept zur Optimierung der Produktivität im Büro und in administrativen Prozessen.

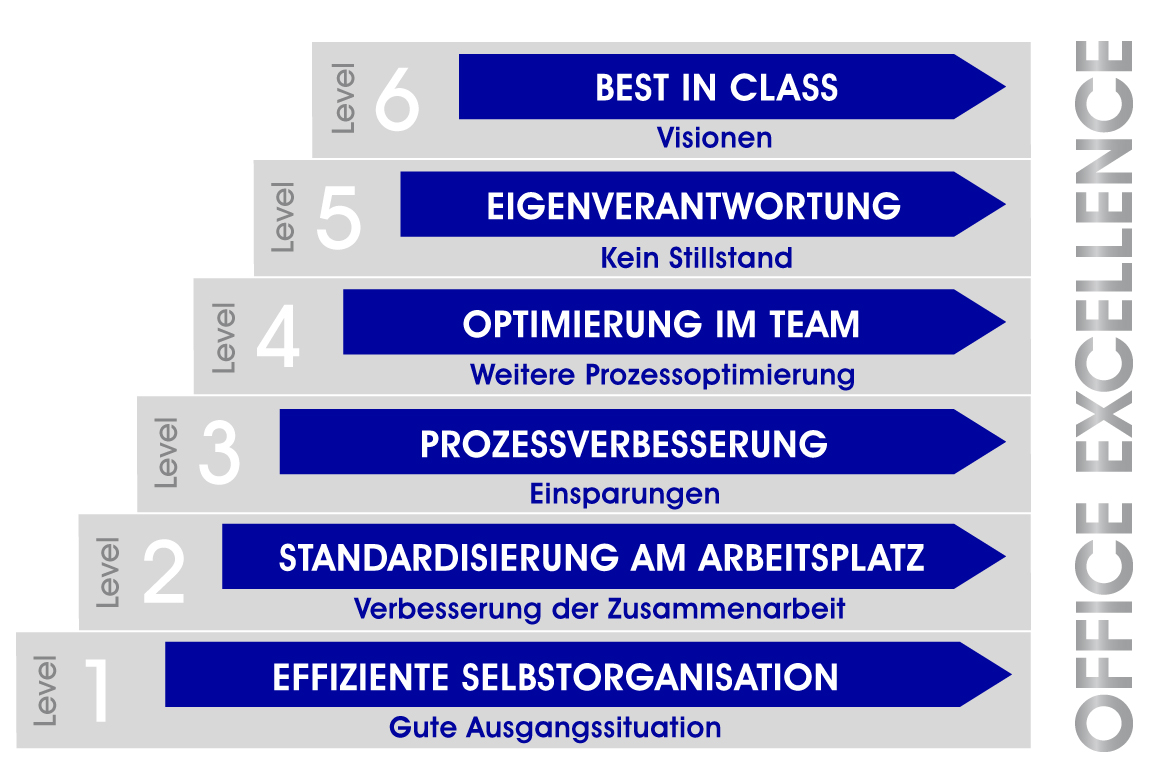
6-Level-Modell

## Geschichte
Der Begriff und das zugrundeliegende Management-Modell wurde im Jahre 2002 von der Managementagentur Macils im Rahmen eines Verbundprojektes gemeinsam mit zahlreichen Industrieunternehmen und in Zusammenarbeit mit dem Kaizen-Institut und Klaus Bieber entwickelt.
Der Begriff Office Excellence taucht das erste Mal im Rahmen einer Projektgruppe von 20 deutschen Unternehmen im Jahre 2003 auf. In dieser Verbundgruppe wurden bewährte Vorgehensmodelle und Methoden aus Lean, KVP, TPM, … zusammengetragen und in einem Level Modell strukturiert. Seitdem werden die Methoden systematisch weiterentwickelt und der Begriff von immer mehr Organisationen aufgenommen und angewendet.

## Umfang
Dabei spannt sich der Bogen von den Tätigkeiten am einzelnen Arbeitsplatz (z. B. das Arbeiten mit E-Mails) über die Zusammenarbeit mit den direkten Kollegen einer Abteilung oder eines Arbeitsteams (z. B. einheitliche Ablagestandards) bis hin zu den Arbeitsprozessen und Unternehmensprozessen (z. B. Abrechnung einer Dienstreise oder Abwicklung eines Kundenauftrages). Das grundlegende Ziel von Office Excellence ist ein leichteres Arbeiten für die Mitarbeiter in Büros. Dies geht einher mit der Verbesserung von Produktivität, Qualität und Durchlaufzeiten bei der Büroarbeit.

## Grundidee
Unternehmen optimieren unter Schlagwörtern wie „Lean“, „Kaizen“, „Kontinuierlicher Verbesserungsprozess“ (KVP) oder „Total Productive Maintenance“ (TPM) unter Einbeziehung aller Betroffenen die Abläufe. Allerdings konzentriert sich hierbei das Augenmerk zu einem hohen Anteil auf die Produktion und die direkten Herstellungsprozesse. Office Excellence überträgt die bewährten Methoden und Vorgehensschritte in die Büros. Verwandte Begriffe in der Management-Sprache sind „Lean Administration“, „Office Kaizen“, „KVP im Büro“, „TPM im Office“ usw.
Im ersten Schritt verbessern die Mitarbeiter die Ordnung in den Büros und entwickeln einen Blick für Verschwendung und Wertschöpfung. Office Excellence bedient sich in der weiteren Optimierung kleiner systematischer Methodenpakete, die in einem 6 Level-Modell abgebildet werden. In jedem Level werden Schritt für Schritt die Potenziale aufgedeckt, die Mitarbeiter beginnen am eigenen Arbeitsplatz um dann in jedem folgenden Level mit umfangreicheren Themen in den übergreifenden Prozessen weiterzumachen.
Office Excellence stellt für jedes Level Werkzeuge bereit und formuliert eine klare Erwartung. Auf diese Weise können zum einen die Mitarbeiter systematisch trainiert werden und die Verbesserungen durch Audits abgesichert werden.

## 6 Level Modell
Die Methoden, Werkzeuge und Vorgehensschritte sind in 6 Leveln angeordnet. Jedes Level hat eine klare Zielsetzung, welche bei Bedarf auch gemessen oder auditiert werden kann. Sinnvoll ist es, die Level der Reihe nach zu durchlaufen. Es ist jedoch auch möglich quer einzusteigen und einzelne Level bzw. einzelne Methoden anzuwenden.

### Level 1
Level 1 schafft eine gute Ausgangsbasis am eigenen Arbeitsplatz und in der Selbstorganisation. Das Level 1 soll mit hoher Teamdynamik begonnen werden.

Von Mitarbeitern mit Level 1 kann man erwarten, dass
- sie bei sich selbst begonnen haben,
- Ordnung selbstverständlich ist,
- Verschwendung erkannt wird!

### Level 2
Level 2 verbessert die Zusammenarbeit in den einzelnen Abteilung und die Schnittstellen zu den Kollegen.

Von Abteilungen mit Level 2 kann man erwarten, dass
- alles in 1 Minute gefunden wird,
- die Erreichbarkeit klar geregelt ist,
- Standards visualisiert sind und eingehalten werden.

### Level 3
Level 3 verbessert die Prozesse und bezieht sich auf die Abläufe zwischen den Abteilungen.

Von Mitarbeitern im Level 3 kann man erwarten, dass
- sie in Prozessen denken,
- ihren internen Kunden entdeckt haben,
- Probleme strukturiert lösen.

### Level 4
Level 4 entwickelt das Arbeiten in Teams, fördert den Leistungsgedanken
und schafft Transparenz durch Kennzahlen und Visualisierung.

Von Teams in Level 4 kann man erwarten, dass
- sie ihre Leistung aus Kundensicht messbar machen,
- sie mit Kennzahlen arbeiten,
- die Visualisierung aktiv genutzt wird.

### Level 5
Level 5 fördert weiter die Eigenverantwortung und innovative Büro-, Raum-, IT- und Arbeitskonzepte.

Von Unternehmen im Level 5 kann man erwarten, dass
- innovative Büro- und Raumkonzepte verfolgt werden,
- innovative IT-Lösungen umgesetzt sind,
- die Mitarbeiter mit einem hohen Maß an Eigenverantwortung arbeiten.

### Level 6
Level 6 hat das Ziel in ausgewählten Themen Benchmark zu werden und Best-Practice-Lösungen zu realisieren.

Von Unternehmen mit Level 6 kann man erwarten, dass
- 0-Fehler-Strategien auch im Büro realisiert sind
- Benchmarking aktiv betrieben wird
- kein Stillstand in der kontinuierlichen weiteren Optimierung eintritt.

## Der Office Excellence Award
Der Office Excellence Award würdigt Teams bzw. Unternehmen, die nachweislich im Firmenvergleich die wirkungsvollsten Anstrengungen zur Steigerung der Büroeffizienz unternommen haben. Der Office Excellence Award basiert im ersten Schritt auf einer Selbsteinschätzung in Form eines Fragebogens durch die Beteiligten. Im zweiten Schritt werden die drei besten Einschätzungen von einer unabhängigen Juri analysiert und bewertet. Basis für die Vergabe des Office Excellence Awards sind drei Kategorien: Erstens die aktuelle Situation der Büros, der Abläufe und der Arbeitskultur. Damit wird die aktuelle Situation in den Büros, bei den Abläufen und bei der Arbeitskultur bewertet. Zweitens wird die Qualität und Dynamik des Verbesserungsprogramms bewertet. Hierzu gehören der eigentliche Weg und die Projektstruktur, aber auch die eingesetzten Methoden und Werkzeuge zur kontinuierlichen Verbesserung der Büroarbeit in Richtung Office Excellence. Drittens wird der Umfang der Aktionen in Zahlen und Daten aufgenommen.
Die Sieger werden im Rahmen des jährlich stattfindenden "Office Excellence Kongress" ausgezeichnet.
Der Office Excellence Award wird seit 2003 vergeben. Folgende Unternehmen haben den Office Excellence Award gewonnen:
| Jahr | Kat. | 1. Platz                                                  | 2. Platz                                           | 3. Platz                                                  |
| ---- | ---- | --------------------------------------------------------- | -------------------------------------------------- | --------------------------------------------------------- |
| 2003 |      | Cherry GmbH                                               | Wittenstein AG                                     | Heraeus Noblelight GmbH                                   |
| 2004 |      | Werner & Mertz GmbH                                       | Heraeus Noblelight GmbH                            | ContiTech Antriebssysteme GmbH                            |
| 2005 |      | Mann+Hummel GmbH                                          | Hettich Management Service GmbH                    | ContiTech Antriebssysteme GmbH                            |
| 2006 |      | Mann+Hummel GmbH                                          | Hettich International und Kühnle, Kopp & Kausch AG | MHplus Krankenkasse                                       |
| 2007 |      | Hettich International                                     | MHplus Krankenkasse                                | WIKA Alexander Wiegand SE & Co. KG                        |
| 2008 |      | Hettich International                                     | Wieland-Werke AG                                   | WIKA Alexander Wiegand SE & Co. KG                        |
| 2010 | A    | Wieland-Werke AG                                          | WIKA Alexander Wiegand SE & Co. KG                 | Die Gläserne Manufaktur von Volkswagen                    |
| 2010 | B    | Volkswagen AG                                             | Wieland-Werke AG                                   | Heraeus Noblelight GmbH                                   |
| 2011 | A    | Steelcase AG                                              | Daimler AG Werk Mannheim                           | Brady Offer GmbH                                          |
| 2011 | B    | Daimler AG Werk Mannheim                                  | Brady Offer GmbH                                   | CeramTec GmbH                                             |
| 2013 | A    | WIKA Alexander Wiegand SE & Co. KG                        | Harting Technologiegruppe                          | EDAG Production Solutions GmbH & Co. KG                   |
| 2013 | B    | Viessmann GmbH & Co. KG                                   | Harting Technologiegruppe                          | BauschLinnemann GmbH                                      |
| 2016 | A    | Schmitz Cargobull Werk Vreden Siemens Gerätewerk Erlangen |                                                    | Wieland-Werke AG Werk Villingen ANDREAS STIHL AG & Co. KG |
| 2016 | B    | Viessmann GmbH & Co. KG Schmitz Cargobull Werk Vreden     |                                                    | WIKA Alexander Wiegand SE & Co. KG                        |
| 2016 |      | Publikumspreis Schmitz Cargobull Werk Vreden              |                                                    |                                                           |
| 2018 | A    | Conti Temic microelectronic GmbH                          | Bora Lüftungstechnik GmbH                          | Herma GmbH                                                |
| 2018 | B    | Welser Profile Deutschland                                | Robert Bosch GmbH Werk Bamberg                     | Conti Temic microelectronic GmbH                          |
| 2019 | A    | PERI GmbH                                                 |                                                    |                                                           |
| 2019 | B    | PERI GmbH                                                 |                                                    |                                                           |

Seit 2010 wird der Office Excellence Award in zwei Kategorien vergeben: Kategorie A zeichnet die "Beste Büroorganisation - Qualität der Büroarbeit / Ist-Zustand" aus, in der Kategorie B wird das "Beste Verbesserungsprogramm - Dynamik im KVP" gewürdigt.

## Initiativen

### Benchmarking- & Transferprojekt Office Excellence
Seit 2001 tauschen in einer unternehmensübergreifenden Initiative als "Benchmarking- & Transferprojekt Office Excellence" 30 Unternehmen die Erfahrungen zu dieser Methodik aus. Hier werden Werkzeuge weiterentwickelt und in gemeinsamen Schulungen Moderatoren und Umsetzungskoordinatoren ausgebildet. Berater und Praxisexperten begleiten die Unternehmen bei der Einführung in den Pilotbereichen. Die Projektgruppe wird koordiniert und geleitet von der Managementagentur macils.
Im Rahmen der Projektgruppe wurden etwa 100 Moderatoren ausgebildet, 1000 Workshop durchgeführt und 10000 Mitarbeiter trainiert.

### Studie der Fraunhofer-Gesellschaft
In einer Studie wurde vom Fraunhofer-Institut IAO belegt, dass die durchschnittliche Produktivitätsrate in deutschen Büros nur bei 60,7 % liegt. Die Hauptpotentiale sehen die Befragten vor allem in den wiederkehrenden Routinetätigkeiten.